# Johannes Widmann

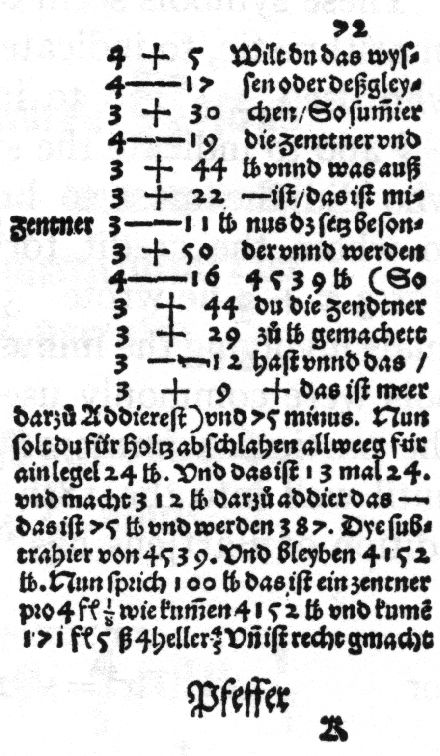
Strona z Mercantile Arithmetic or Behende und hüpsche Rechenung auff allen Kauffmanschafft zawierająca symbole + i -

Johannes Widmann – niemiecki ekonomista i matematyk. Wprowadził w podręczniku z zakresu ekonomii Mercantile Arithmetic or Behende und hüpsche Rechenung auff allen Kauffmanschafft, wydanym w Lipsku w 1489 roku symbole + i -.